# Мацола (Пиза)
Мацола је насеље у Италији у округу Пиза, региону Тоскана.
Према процени из 2011. у насељу је живело 46 становника. Насеље се налази на надморској висини од 329 м.